# Lechia 06 Mysłowice
Lechia 06 Mysłowice – polski klub sportowy założony 22 maja 1906 roku. Jeden z najstarszych istniejących klubów piłkarskich w Polsce.

## Historia
Klub utworzono 22 maja 1906 roku jako Borussię 06 Myslowitz, jeszcze w okresie panowania niemieckiego. W okresie I wojny światowej działalność klubu była zawieszona. W marcu 1921 roku ze względu na plebiscyt śląski klub został zlikwidowany. W 1922 roku, zaraz po powstaniach śląskich i powrocie części Górnego Śląska do Polski, drużynę reaktywowano i przemianowano jej nazwę na Klub Sportowy 06 Mysłowice. W okresie międzywojennym zespół przez dwa sezony – 1928 i 1929 – występował na drugim poziomie (Klasa A) rozgrywek piłkarskich w Polsce. W 1923 roku powstała sekcja bokserska, a w 1931 roku klub liczył 250 członków. Po II wojnie światowej drużynę reaktywowano, w późniejszym czasie do członu Klub Sportowy 06 Mysłowice dodano nazwę „Lechia”. Złote lata klubu to okres pomiędzy 1946 r. a 1965 r., gdy sekcjach: lekkoatletycznej, bokserskiej, hokejowej (występy w II lidze), gimnastycznej i siatkarskiej, trenowało kilkuset sportowców. Wychowankowie Lechii zostawali reprezentantami Polski. W 1988 r. drużyna piłkarska osiągnęła największy sukces w historii powojennej, uzyskując awans do ligi okręgowej (IV poziom rozgrywek). Prawdziwy kryzys przyszedł w latach 90. XX wieku. Pozbawiona finansowego wsparcia ze strony wielkich zakładów przemysłowych Lechia ograniczyła liczbę sekcji. W 2006 r. Lechia obchodziła jubileusz 100-lecia istnienia.

## Znani sportowcy
- Jerzy Wocka – bokser, reprezentant Polski
- Zygfryd Wende – bokser, reprezentant Polski (w barwach klubu podwójny Mistrz Polski w wadze lekkiej i średniej)
- Barbara Eustachiewicz – gimnastyczka, reprezentantka Polski, występowała m.in. w IO 1964
- Jan Rudnow – piłkarz, reprezentant Polski
- Henryk Mikunda – piłkarz, reprezentant Polski
- Paweł Pawlik – piłkarz
- Józef Fabian – piłkarz
- Andrzej Jałowiecki – bokser, reprezentant Polski
- Jerzy Habryka – bokser
- Stanisław Pietrowski – bokser